# Leibniz-Institut für Photonische Technologien
Das Leibniz-Institut für Photonische Technologien e. V. (IPHT) wurde 1992 als Institut für Physikalische Hochtechnologie in Jena gegründet. Es ist eine gemeinnützige Forschungseinrichtung. Als eingetragener Verein wird es neben einer institutionellen Förderung durch den Bund und den Freistaat Thüringen von den Vereinsmitgliedern getragen. Zu den Mitgliedern zählen neben öffentlichen Einrichtungen insbesondere Unternehmen der Region sowie Persönlichkeiten aus Wirtschaft und Wissenschaft.
Für das IPHT steht die Photonik als wichtigste Schlüsseltechnologie des 21. Jahrhunderts im Mittelpunkt der Forschung. Dabei erbringt das Institut Forschungsleistungen von der Grundlagenforschung bis zur anwendungsnahen Umsetzung in Labormustern. Mit der Neuausrichtung des Instituts auf die Photonischen Technologien und der damit verbundenen Umbenennung in Institut für Photonische Technologien 2007 werden die Kompetenzen in den drei Forschungsschwerpunkten ‚Biophotonik‘, ‚Faseroptik‘ und ‚Photonische Detektion‘ gebündelt.
Im Juli 2013 wurde – basierend auf den Ergebnissen einer Evaluierung durch den Wissenschaftsrat – beschlossen, das Institut in die Leibniz-Gemeinschaft aufzunehmen, was zum 1. Januar 2014 vollzogen wurde.

## Historische Entwicklung
Das Institut für Physikalische Hochtechnologie e. V. Jena (mit der Abkürzung IPHT) war ein Institut für angewandte Forschung und Entwicklung des Landes Thüringen in den Jahren 1992 bis 2013.

### Das Vorgängerinstitut PTI
Im Zusammenhang mit der Umwandlung der Deutschen Akademie der Wissenschaften zu Berlin in die Akademie der Wissenschaften der DDR im Jahr 1972 wurden folgende drei Jenaer Institute den entsprechenden Zentralinstituten der Akademie der Wissenschaften zugeordnet:
- Forschungsinstitut für magnetische Werkstoffe dem Zentralinstitut für Festkörperphysik und Werkstoffforschung in Dresden
- Institut für Magnetohydrodynamik dem Zentralinstitut für Elektronenphysik in Berlin
- Forschungsstelle für Messtechnik und Automatisierung dem Zentralinstitut für Optik und Spektroskopie in Berlin

Aus diesen drei Instituten wurde im Jahr 1982 das Physikalisch-Technische Institut gegründet.
Hauptsitz (Institutsleitung, Verwaltung, Bibliothek) war am Helmholtzweg 4 in Jena. Innerhalb der Akademie gehörte das PTI zum Akademie-Forschungsbereich Physik, Kern- und Werkstoffwissenschaften. Sein Forschungsschwerpunkt lag bei Gründung in ausgewählten Gebieten der Festkörper- und Plasmaphysik, der Schichttechnologie und der Sonderbauelemente für Mikroelektronik.

### Gründung des IPHT als Landesinstitut (Thüringen) 1992
Im Prozess der Vereinigung der beiden deutschen Staaten entstand die Frage nach der Überführung der außeruniversitären Forschung der DDR in die Forschungs- und Finanzierungslandschaft der Bundesrepublik. Die Akademie der Wissenschaften der DDR mit ihren Akademieinstituten wurde mit dem Einigungsvertrag als Gelehrtengesellschaft von ihren Forschungsinstituten und sonstigen Einrichtungen getrennt und 1992 aufgelöst. Das Physikalisch-Technische Institut Jena (PTI), welches durch den Wissenschaftsrat 1991 positiv evaluiert worden war, wurde zum 1. Januar 1992 mit einem Großteil der Einrichtung, der Mitarbeiter und der Forschungsrichtungen des PTI zum neu gegründeten Institut für Physikalische Hochtechnologie e. V. Jena. Themen und Personal der Bereiche Optik und Systemtechnik wurden 1992 innerhalb der Fraunhofer-Gesellschaft als Fraunhofer-Institut für Angewandte Optik und Feinmechanik (Fraunhofer IOF) weitergeführt.

### Forschungsbereiche des Instituts für Physikalische Hochtechnologie
Das PTI war aufgrund seiner historischen anwendungsorientierten, industrienahe Forschung und Entwicklung auf lokale Industriepartner ausgerichtet. Diese Schwerpunkte wurden bei der Gründung des IPHT (auf Empfehlung es Wissenschaftsrates) neu ausgerichtet, neue Richtungen kamen hinzu. Im Jahresbericht 1994 des IPHT sind folgende Bereiche ausgewiesen:
- Materialwissenschaften
- Moderne Optik
- Kryoelektronik/Mikrosysteme
- Angewandte Lasertechniken

### 1993 neues Institutsgebäude am Beutenberg Campus
```

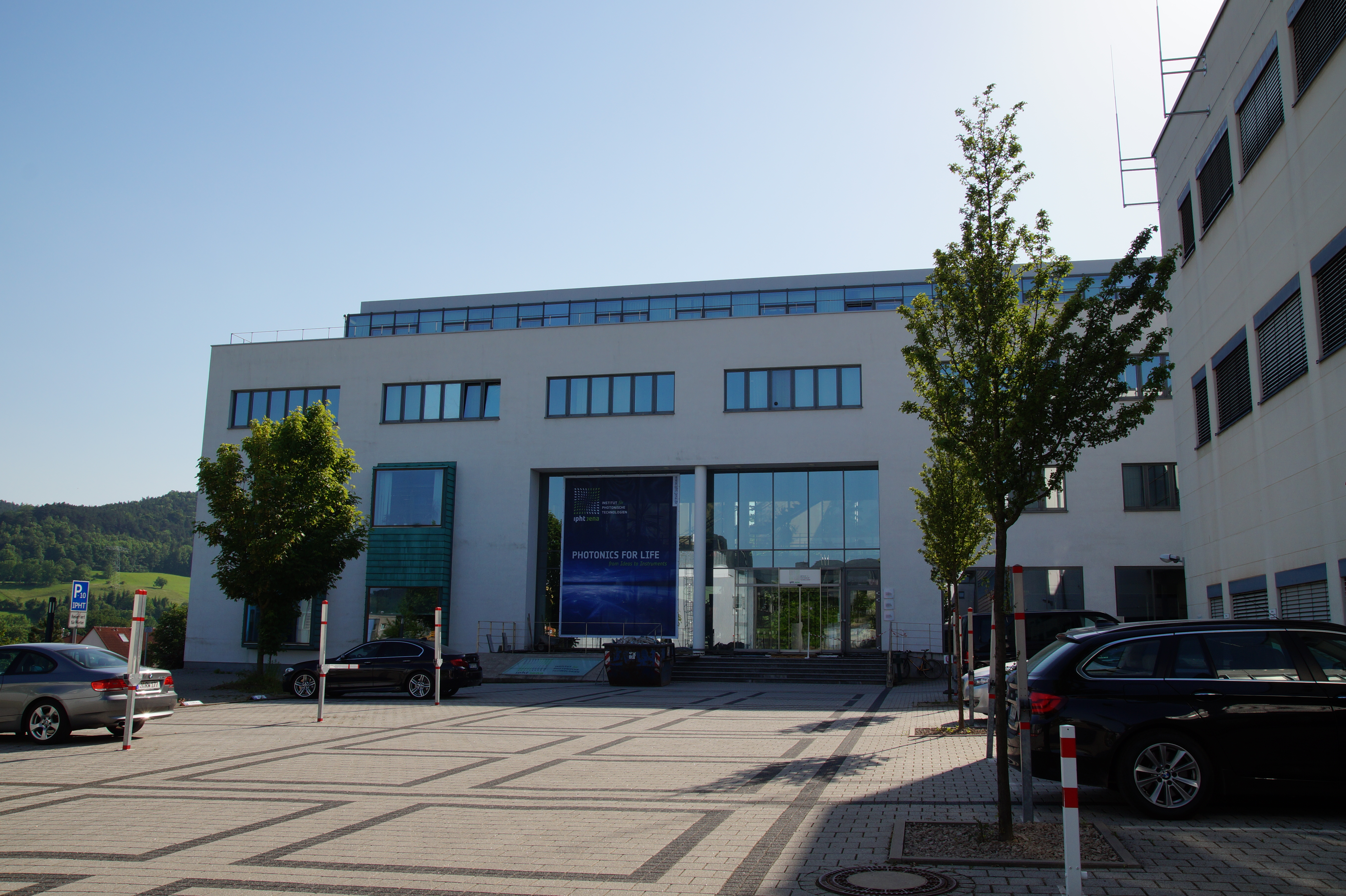
Neues Institutsgebäude am Beutenberg

„Am 1. Juni 1999 wird der Thüringer Minister für Wissenschaft, Forschung und Kultur, Dr. Gerd Schuchardt, im Institut für Physikalische Hochtechnologie e. V. (IPHT) in Jena den Neubau des Institutshauptgebäudes am Beutenberg eröffnen. 210 Mitarbeiter des Instituts werden mit ihrer hochtechnischen Ausrüstung in ein neuerrichtetes Labor- und Bürogebäude einziehen. Die Kosten betrugen etwa 40 Mio DM und teilten sich etwa zu gleichen Teilen auf Gebäude und hochinstallierte Labors auf. Die Finanzierung erfolgte durch das Thüringer Ministerium für Wissenschaft, Forschung und Kultur“.
[
4
]
 Damit befindet sich das IPHT Institut auf dem Beutenberg Campus in Jena.
[
5
]
```

### Umwandlung in „Leibniz-Institut für Photonische Technologien e. V.“: 2013
Im Juli 2013 wurde – basierend auf den Ergebnissen einer Evaluierung durch den Wissenschaftsrat – beschlossen, das Institut in die Leibniz-Gemeinschaft aufzunehmen, was zum 1. Januar 2014 vollzogen wurde. Als eingetragener Verein wird es neben einer institutionellen Förderung durch den Bund und den Freistaat Thüringen von den Vereinsmitgliedern getragen.

### Die Abkürzung IPHT
Die Abkürzung IPHT bezeichnet verschiedene Institutsnamen und Epochen:
- 1992 Institut für Physikalische Hochtechnologie
- 2007 Institut für Photonische Technologien
- 2014 Leibniz-Institut für Photonische Technologien

## Forschungsschwerpunkte
Optische Systemlösungen für Fragestellungen aus den Bereichen Medizin, Lebens- und Umweltwissenschaften stehen unter dem Motto „Photonics for Life“ im Mittelpunkt der Arbeiten am Institut für Photonische Technologien. Der Forschungsschwerpunkt Biophotonik verbindet dabei als Klammer alle Forschungsaktivitäten am IPHT. Er zielt auf neue photonische Verfahren ab, welche gemeinsam mit den beiden Forschungsschwerpunkten Faseroptik und photonische Detektion in anwendungsgerechte innovative Systeme überführt werden.
In enger Kooperation mit Partnern in Medizin, Lebens- und Umweltwissenschaften werden offene Fragen der Grundlagenforschung identifiziert und adressiert. Die Forschungsergebnisse erschließen neue methodische Zugänge und eröffnen gleichzeitig weitere Anwendungspotentiale für photonische Lösungen. Das IPHT trägt durch seine Methoden- und Verfahrensforschung maßgeblich zum Fortschritt auf diesen gesellschaftspolitisch relevanten Gebieten bei.
Die Arbeiten am IPHT erfolgen in acht Forschungsabteilungen sowie Forscher- und Nachwuchsgruppen. So sind neue biophotonische Verfahren zur spektraloptischen und bildgebenden Diagnostik und Bioanalytik per se mit der Erforschung und Realisierung entsprechender Lichtquellen und photonischer Detektionssysteme verbunden. Zudem gewinnen faseroptische Systemlösungen wegen ihrer unikalen Eigenschaften und ihres Miniaturisierungspotentials zunehmend an Bedeutung für die instrumentelle Realisierung. Umgekehrt wirkt die Biophotonik mit ihren spezifischen Anforderungen auf die Grundlagenforschung in diesen Forschungsfeldern zurück.
Aus dieser synergetischen Verflechtung der drei Forschungsschwerpunkte Biophotonik, Faseroptik und photonische Detektion gewinnt das IPHT sein kohärentes wissenschaftliches Profil und leitet sich sein Selbstverständnis „From Ideas to Instruments“ ab.

## Rahmendes Engagement

### WorkshopWomen in Photonics
Als Reaktion auf die u. a. durch den Arbeitskreis Chancengleichheit (AKC) der Deutschen Physikalischen Gesellschaft (DPG) zu geringe Zahl und Sichtbarkeit weiblicher role models wurde 2018 vom Leibniz-IPHT – unter der Leitung von Jürgen Popp – der Workshop Women in Photonics initiiert, der Wissenschaftlerinnen ermöglichen soll, sich besser untereinander sowie mit Forschungsinstitutionen und Unternehmen zu vernetzen. Der Workshop fand 2020 in virtueller Form erneut statt.

### Open Science für Technologietransfer
Gemeinsam mit der Friedrich-Schiller-Universität Jena entwickelten Forschende des Leibniz IPHT die modulare Mikroskopie-Plattform openUC2. Resultierende Fluoreszenzmikroskope sind um ein vielfaches preiswerter und anpassbar an individuelle Einsatzgebiete. Als Open Hardware ist die gesamte technische Dokumentation frei verfügbar.